# Curran Walters
Curran Walters (Oak Park, Califórnia, 16 de janeiro de 1998) é um ator americano. Walters é conhecido por ser o primeiro ator a interpretar uma versão live-action do persongem da DC Comics, Jason Todd, na série de TV, Titans.

## Biografia
Walters nasceu em 16 de janeiro de 1998 em Oak Park, Califórnia. Anteriormente, ele modelou para marcas de roupas, incluindo Tilly's, Lee Jeans e Brothers. Ele começou sua carreira com comerciais para o celular Samsung Galaxy e no videogame esportivo NBA 2K15. Ele fez sua estréia como ator na série de comédia Growing Up and Down em 2014. Curran conseguiu mais papéis na televisão, incluindo seu papel recorrente como "jovem Jackson" na estréia da série Game of Silence em 2016. Ele também apareceu no primeiro episódio de duas partes de "Girl Meets High School: Part 1" em 2016, durante a 2ª temporada de Girl Meets World. Outros créditos televisivos incluem Too Close to Home em 2016, Alexa & Katie em 2018, e a sitcom Speechless de 2016. Ele fez sua segunda aparição no filme de comédia-drama, 20th Century Women em 2016, estrelando Annette Bening, Elle Fanning e Greta Gerwig. Walters fará sua terceira aparição em filmes no próximo filme de ficção científica para a televisão, Playing Dead, lançado em 2018, seguido por um filme de terror que será lançado em 2019, Do Not Reply.Em março de 2018, o site "Heroic Hollywood" publicou que Curran Walters teria sido escalado para interpretar Jason Todd, o segundo Robin, em Titans, nova serie que teria exibição pelo serviço de streaming da DC. Em junho, foram publicadas no Twitter imagens dos bastidores das gravações de Titans onde era possível ver Walters gravando para a série. Por fim, em setembro, foram publicadas oficialmente imagens confirmando Walters como o intérprete de Jason Todd na série.

## Filmografia
| Ano       | Título                      | Papel           | Notas                                                            |
| --------- | --------------------------- | --------------- | ---------------------------------------------------------------- |
| 2014      | Growing Up and Down         | Chad            | Filme para TV                                                    |
| 2015      | New Girl                    | Jovem Jake Apex | Episódio: "Oregon"                                               |
| 2016      | Game of Silence             | Jovem Jackson   | 5 episódios                                                      |
| 2016      | Girl Meets World            | Evan            | 2 episódios                                                      |
| 2016      | 20th Century Women          | Matt            | Filme de comédia                                                 |
| 2016-2017 | Too Close to Home           | Mac             | 8 episódios                                                      |
| 2018      | Speechless                  | Xander          | Episódio: "N-E-- NEW Y-- YEAR'S E-- EVE"                         |
| 2018      | Alexa & Katie               | Gabriel         | Episódio: "Winter Luau"                                          |
| 2018      | Best. Worst. Weekend. Ever. | Patches         | 2 episódios                                                      |
| 2018      | Playing Dead                | Lucas           | Filme para TV                                                    |
| 2018-2023 | Titans                      | Jason Todd      | Recorrente (Temporada 1) Elenco Principal (Temporada 2-presente) |
| 2019      | Do Not Reply                | Dylan           | Pós-produção                                                     |